# Youssef Salem a du succès
Youssef Salem a du succès (bra: O Livro da Discórdia) é um filme de 2022 dirigido por Baya Kasmi. No Brasil, foi lançado pela Bonfilm nos cinemas em 14 de março de 2024, antes do lançamento, foi apresentado no Festival Varilux 2023.

## Sinopse
Youssef Salem, de 45 anos, vive de forma tensa em meio a sua família após escrever um livro romance parcialmente autobiográfico.

## Elenco
- Ramzy Bedia[1]
- Noémie Lvovsky[1]
- Abbes Zahmani[1]
- Tassadit Mandi[1]

## Recepção
Na França, o filme tem uma nota média de 3,6/5 no agregador do AlloCiné, calculada a partir de 24 resenhas da imprensa.